# Aemilianus (Konsul 276)
Aemilianus war ein römischer Senator. Er war im Jahr 276, zusammen mit Kaiser Tacitus, zum zweiten Mal Konsul.
Da nur das Cognomen von Aemilianus bekannt ist (Aemilianus (Cognomen)), ist nicht zu entscheiden, ob sein Vater Lucius Fulvius Aemilianus, Konsul 244, Lucius Fulvius Gavius Numisius Aemilianus, Konsul 249, oder ein anderer Aemilier war. Um 237 war Aemilianus wohl Quästor. Das erste Konsulat des Aemilianus ist unbekannt. Es ist aber nicht ausgeschlossen, dass er mit dem Konsul des Jahres 259 identisch ist.